# Den danske Atlas
Den Danske Atlas eller Konge-Riget Dannemark ... Lands-Beskrivelse, udgivet i syv bind med kobberstik i årene 1763 til 1781, er den første store samlede visuelle beskrivelse af Danmark. Værket indeholder mangfoldige – i adskillige tilfælde de tidligste – gengivelser af danske byer og steder samt 15 kort over danske områder. Udgiveren Erik Pontoppidan nåede selv kun at få udgivet de tre første bind, hvorfor arbejdet videreførtes derefter på grundlag af Pontoppidans forarbejder af Hans de Hofman, Jacob Langebek og Bertel Christian Sandvig.
Mange af stikkene blev stukket af Jonas Haas. Kvaliteten er, sammenlignet med samtidige europæiske kobberstikværker, ringe, men værket giver værdifuld information og topografi og arkitektur i Danmark i anden halvdel af 1700-tallet.